# プレイング・ジ・オーケストラ
『プレイング・ジ・オーケストラ』（Playing The Orchestra）は1988年12月16日にヴァージン・レコードからリリースされた坂本龍一2作目のライブ・アルバム。

## 解説
1988年4月9日と4月10日、東京NHKホールで行われた「Sakamoto Plays Sakamoto」コンサートでの演奏を収録。指揮は大友直人、演奏は東京交響楽団。キーボードで小林武史も参加。坂本は1か月半徹夜状態でコンサートの譜面を書いた。
映画「ラストエンペラー」・「戦場のメリークリスマス」サウンドトラックの他、坂本のオリジナル・アルバム収録曲をオーケストラアレンジしている。
コンサートでは「ラストエンペラー」では使用されなかった「満洲国パーティ」「満洲国ワルツ」なども演奏されている。収録曲以外にも「After All」「M.A.Y. In The Backyard」などが演奏されている。
坂本は当演奏後、すぐにロサンゼルスに移動、1988年4月11日に第60回アカデミー賞をラストエンペラーの音楽で受賞した。

## パッケージ
初盤は30,000セット限定販売。振ると音が出るボックス・セットで海外版も同様セットであった。日本限定初盤のみDisc3が付属、ビーコン・シアターで行われた「NEO GEO TOUR」のライブ音源を収録。音源的には映像作品「NEO GEO」と同じ。
1993年3月31日にはCD2枚（Disc3無し）にて再発されている。
ライナーノーツは1988年に亡くなった生田朗に捧げる詩（英語）が記述されている。

## 収録曲
特記以外　全作曲：坂本龍一

### Disc 1
1. Station
2. Open The Door
3. First Coronation 戴冠式
4. Armo
5. Demo Guns
6. Mouse
7. Cut My Queue
8. The Gate
9. Tension
10. Rain (I want a Divorce)
11. Manchukuo Party 満洲国パーティー
12. Manchukuo Waltz 満洲国ワルツ
13. The Baby (Was Born Dead)一
14. Russian Army ロシア兵一
15. The Last Emperor - Theme

### Disc 2
1. Merry Christmas Mr.Lawrence - Theme
2. Germination 発芽
3. The Seed and the Sower 種子と種を蒔く人
4. Ride Ride Ride (Celliers' Brother's Song)
  - 作曲：S.McCurdy
5. The Fight
6. Beyond Reason 理性を越えて
7. The Seed
8. The Last Emperor - The End Theme
9. Before Long
  - アルバム『ネオ・ジオ』収録バージョンよりも長くアレンジされている。
10. Replica
11. Daikokai 大航海
  - 作詞：かの香織／イタリア語翻訳：細川周平
  - ボーカルはバーナード・ファウラー。

### Disc 3
1. Okinawa Song
  - 詞：朝比呂志／作曲：三田信一
2. 1900 1900年
  - 作曲：エンニオ・モリコーネ
  - ベルナルド・ベルトルッチ監督による映画「1900年」のテーマ曲で、坂本によるピアノで演奏されている。またライブでは同監督の映画「ラストタンゴ・イン・パリ」のテーマも演奏された。
3. Tibetan Dance
  - 沖縄風にアレンジされている。ボーカルはバーナード・ファウラー。